# C++03
C++03 és una versió de l'estàndard ISO / IEC 14882 per al llenguatge de programació C++. Està definit per dues organitzacions de normalització, l'Organització Internacional per a la Normalització (ISO) i la Comissió Electrotècnica Internacional (IEC), a la norma ISO/IEC 14882:2003.
C++03 va substituir la versió anterior de l'estàndard C++, anomenada C++98, i més tard va ser substituïda per C++11. C++03 va ser principalment una versió de correcció d'errors per als implementadors per garantir una major consistència i portabilitat. Aquesta revisió va abordar 92 informes de defectes d'idioma bàsics, 125 informes de defectes de biblioteques, i només incloïa una nova característica d'idioma: la inicialització de valors.
Entre els informes de defectes més destacables abordats per C++03 es trobava l'informe de defectes de la biblioteca 69, la resolució del qual va afegir el requisit que els elements d'un vector s'emmagatzemen de manera contigu. Això codifica l'expectativa comuna que un objecte C++ std::vector utilitza una disposició de memòria similar a una matriu. Tot i que la majoria de les implementacions van satisfer aquesta expectativa, C++98 no la requeria.